# Heinz Heger (Schriftsteller)
Heinz Heger war das Pseudonym des österreichischen Schriftstellers Johann „Hanns“ Neumann bzw. Hans Neumann (* 1914; † 29. Juni 1978 in Strasshof). Mit dem Buch Die Männer mit dem Rosa Winkel schrieb er die Erfahrungen des homosexuellen KZ-Überlebenden Josef Kohout nieder und veröffentlichte damit 1972 den ersten umfassenden Bericht über die Gefangenschaft in einem Konzentrationslager aus der Sicht eines schwulen Mannes. Das Buch wurde bedeutend für die Schwulenbewegung.

## Leben
Neumann wuchs in Wien auf. Während des Zweiten Weltkrieges diente er ab 1939 als Soldat und war anschließend von 1944 bis 1945 im Niederländischen Widerstand gegen die deutsche Besatzung aktiv.

Neumann, selbst homosexuell, wollte in den 1960er Jahren ein Buch über Erlebnisse Homosexueller in Konzentrationslagern schreiben. Über einen gemeinsamen Bekannten lernte er Josef Kohout kennen und stenographierte bei rund 15 Gesprächen zwischen 1965 und 1967 die Geschichte Kohouts mit. Kohouts Erzählungen sollten für ein ganzes Buch reichen, Neumann hatte allerdings jahrelang Probleme, einen Verlag zu finden. 1971 entschloss er sich, das daraus entstandene und 1972 schließlich im Merlin Verlag erschienene Buch Die Männer mit dem Rosa Winkel nicht unter seinem Klarnamen zu veröffentlichen, da er Angst hatte, sozial ausgegrenzt und im Berufsleben diskriminiert zu werden. 

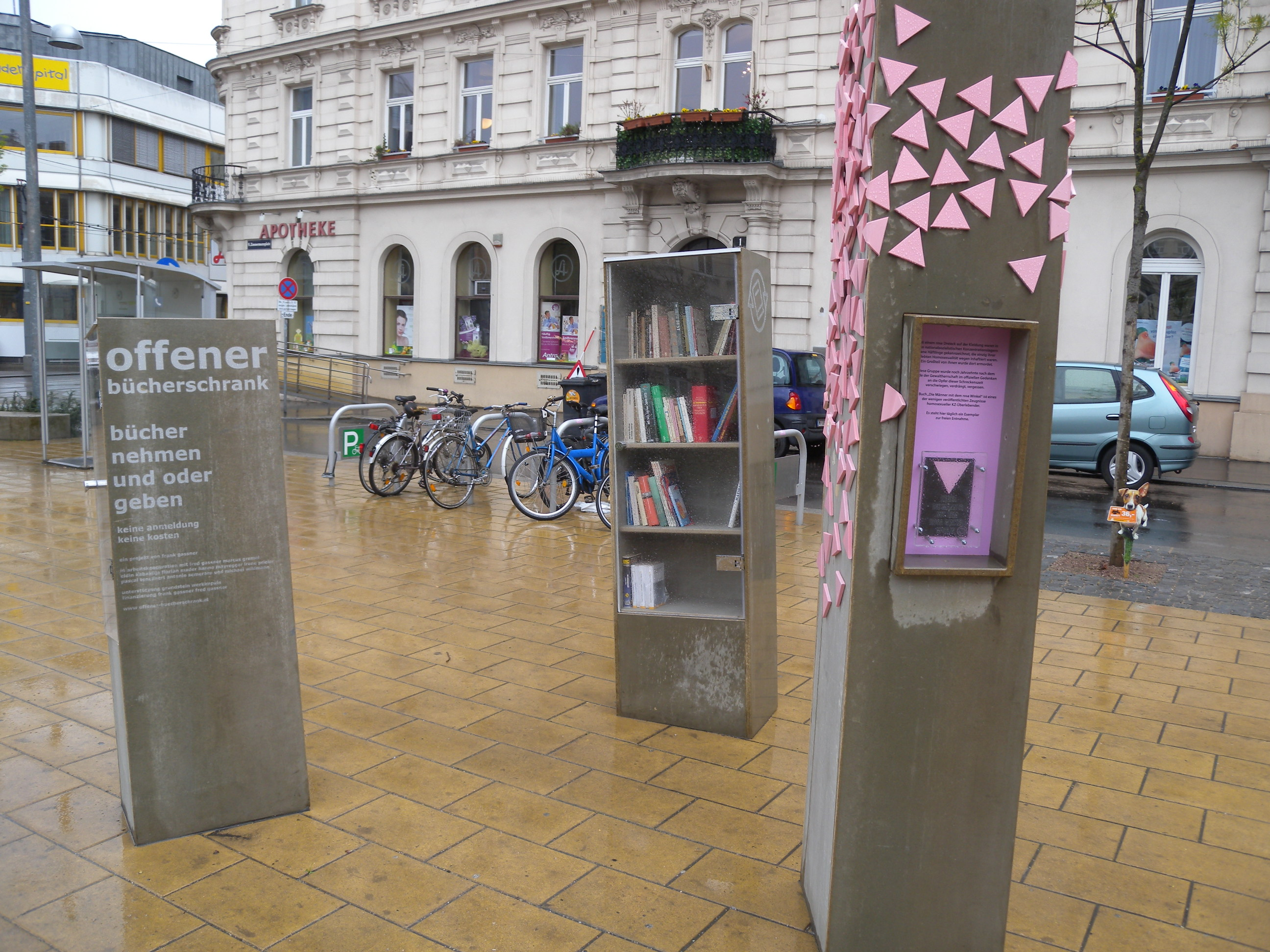
Offener Bücherschrank in Gedenken an Heinz Heger am Heinz-Heger-Park

Durch die Ich-Erzählsituation war seit der Veröffentlichung des Buches teils der Eindruck entstanden, Heinz Heger sei mit Josef Kohout gleichzusetzen.
Neumann lebte mit seinem Lebensgefährten in Strasshof und verstarb dort 1978 im Beisein seines Lebensgefährten, der 2013 ebenfalls verstarb. In Neumanns Nachlass findet sich unter anderem eine unkorrigierte Erstfassung von Die Männer mit dem Rosa Winkel.
Der Heinz-Heger-Park am Zimmermannplatz im Wiener Gemeindebezirk Alsergrund, an dem Josef Kohout zu Lebzeiten wohnte, ist seit dem 8. Juni 2010 nach seinem Pseudonym benannt. Ein offener Bücherschrank steht dort zum Gedenken an Heinz Heger.
Eine ausführliche Darstellung findet sich in der Diplomarbeit Josef Kohout und Die Männer mit dem rosa Winkel: kollaborativ erstellte auto/biographische Quellen eines homosexuellen NS-Opfers.